# Red de Indra

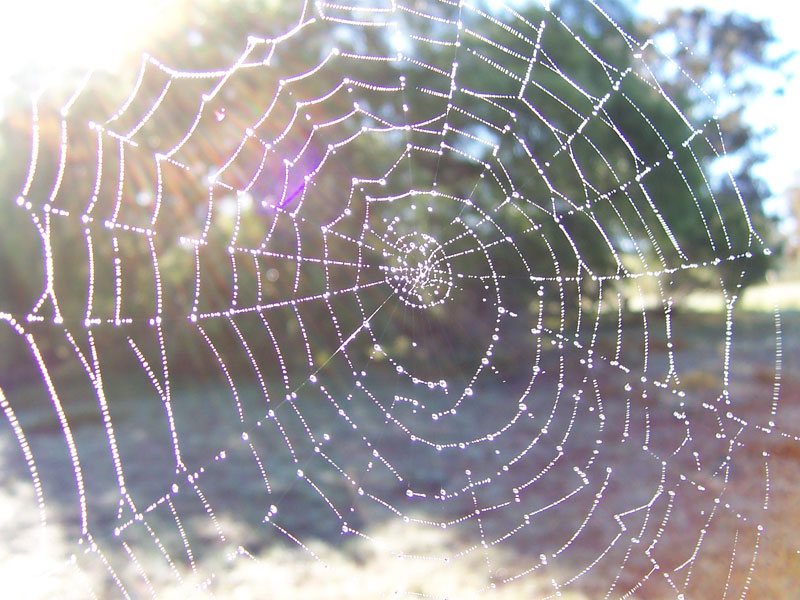
"Imagina una telaraña multidimensional en la mañana temprano, cubierta con gotas de rocío. Y cada gota de rocío contiene el reflejo de todas las otras gotas de rocío. y, en cada gota reflejada, el reflejo de todas las otras gotas de rocío en ese reflejo. Y así hasta el infinito. Esa es la concepción Budista del universo en una imagen." --Alan Watts.

La red de Indra (también llamada «joyas de Indra» o las «perlas de Indra») es  una herramienta de la mitología hindú propiedad del Dios Indra, cuyo concepto es utilizado como una metáfora usada para ilustrar los conceptos de shuniatá (vacuidad), originación interdependiente e interpenetración en la doctrinas del budismo. La primera referencia conocida a la red de Indra se encuentra en el Atharva Veda, en el hinduismo.
La metáfora de la red de Indra se desarrolló en las escrituras Avatamsaka sutra de la escuela majaiana (en el siglo tercero) y posteriormente en la escuela china Huayan (entre el siglo sexto y octavo).
En Cosmología hindú, los encontramos en los Puranas (en sánscrito), escritos hace 3.000 años el concepto de las Perlas de Indra. Es una red de cuerdas de seda que se expande al infinito en todas las direcciones y que contiene en cada intersección una perla de gran brillo que refleja sobre sí cada una de las perlas de la red, y así sucesivamente, como espejos hacia el infinito. De este modo la red representa al universo con una naturaleza interconectada en su esencia. Igualmente a partir de su descripción, los reflejos que emanan de la red pueden ser considerados también como la estructura que da forma a la ilusión de Maia.
El concepto budista de la interpenetración sostiene también que todos los fenómenos están íntimamente conectados; para la escuela Huayan, la red de Indra simboliza un universo donde todos los miembros del universo tienen relaciones mutuas repetidas infinitamente. Esta idea es comunicada con la imagen de interconexión del universo como es vista en la red del Dios hinduista Indra.
Recientes investigaciones apuntan a que el Universo pudiera tener la forma de una figura geométrica denominada toro, y ser como una sala de espejos en la que la luz viaja a través de un universo pequeño, creando una cadena de imágenes y reflejos aparentemente infinita.

## Origen
La referencia más antigua a una red que pertenece a Indra se encuentra en el Atharva Veda. 
El Versículo 8.8.6. dice:

En verdad, vasta es la red táctica del gran Indra, poderosa de acción y tempestuosa de gran velocidad. Por esa red, oh Indra, salta sobre todos los enemigos para que ninguno de los enemigos pueda escapar del arresto y el castigo.

Y el versículo 8.8.8. dice:

Este gran mundo es la red de poder del poderoso Indra, más grande que los grandes. Por esa red de Indra de alcance ilimitado, mantengo a todos esos enemigos con la cubierta oscura de la visión, la mente y los sentidos.

Así, la red originalmente era una de las armas del dios del cielo Indra, similar al Astra de los devas hinduistas; la cual Indra utiliza para atrapar y enredar a los enemigos. 
El reflejo de la red también significa magia o ilusión (Maya), por ello al dios Indra se le concibe en el Rig Veda también como un gran mago, quien a a través de su Indrajala (magia, engaño, fraude), engaña a sus enemigos con sus propias armas; continuando así la vida humana y la prosperidad en la tierra.